# Physaliastrum sinense
Physaliastrum sinense là loài thực vật có hoa trong họ Cà. Loài này được (Hemsl.) D'Arcy & Zhi Y. Zhang miêu tả khoa học đầu tiên năm 1992.